# پورتوویکو
پورتوویکو (به اسپانیایی: Portoviejo) یک منطقهٔ مسکونی در اکوادور است که در استان مانابی واقع شده‌است. پورتوویکو ۴۱۸٫۰۶ کیلومتر مربع مساحت و ۲۲۳٬۰۸۶ نفر جمعیت دارد و ۵۳ متر بالاتر از سطح دریا واقع شده‌است.

## خواهرخوانده
شهر باراکالدو خواهرخواندهٔ پورتوویکو هست.